# Josef Anton Schobinger

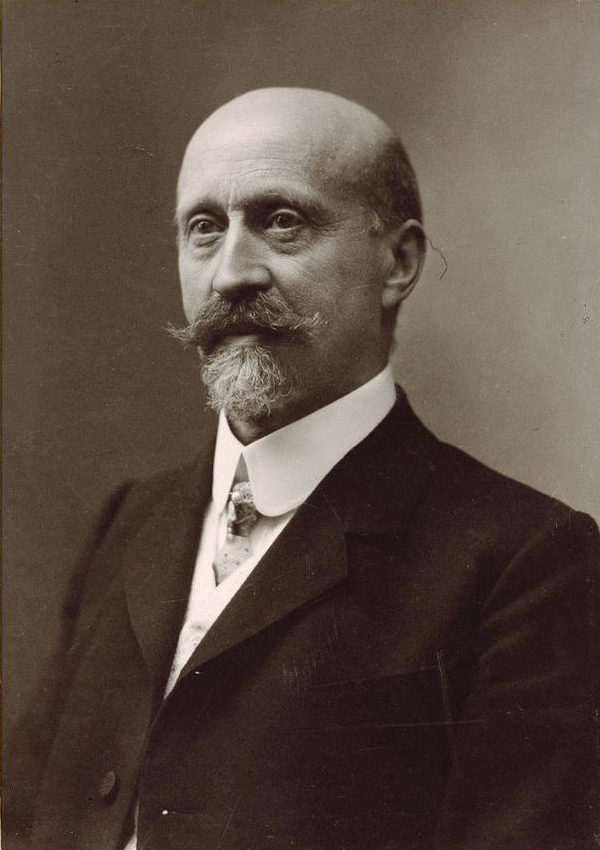
Josef Anton Schobinger

Josef Anton Schobinger (ur. 30 stycznia 1849, zm. 27 listopada 1911) – szwajcarski polityk, członek Rady Związkowej od 17 czerwca 1908 do śmierci. Kierował następującymi departamentami:
- Departament Sprawiedliwości i Policji (1908)
- Departament Handlu, Przemysłu i Rolnictwa (1909)
- Departament Finansów (1910)
- Departament Spraw Wewnętrznych (1911)[1]

Przewodniczył Radzie Narodowej (1904 – 1905).
Był członkiem Chrześcijańsko-Demokratycznej Partii Ludowej Szwajcarii.